# Stora Gräsingetjärnet
Stora Gräsingetjärnet är en sjö i Säffle kommun i Värmland och ingår i Göta älvs huvudavrinningsområde. Sjön har en area på 0,119 kvadratkilometer och ligger 191,6 meter över havet.

## Delavrinningsområde
Stora Gräsingetjärnet ingår i det delavrinningsområde (658225-131080) som SMHI kallar för Utloppet av Stora Bör. Medelhöjden är 188 meter över havet och ytan är 54,25 kvadratkilometer. Räknas de 10 avrinningsområdena uppströms in blir den ackumulerade arean 116,37 kvadratkilometer. Lillälven (Börkusälven) som avvattnar avrinningsområdet har biflödesordning 3, vilket innebär att vattnet flödar genom totalt 3 vattendrag innan det når havet efter 269 kilometer. Avrinningsområdet består mestadels av skog (72 procent). Avrinningsområdet har 15,09 kvadratkilometer vattenytor vilket ger det en sjöprocent på 25,6 procent.